# 2 1/2 Years
 (novembre 2014).
Si vous disposez d'ouvrages ou d'articles de référence ou si vous connaissez des sites web de qualité traitant du thème abordé ici, merci de compléter l'article en donnant les références utiles à sa vérifiabilité et en les liant à la section « Notes et références ».
Albums de Elvis Costello
The Juliet Letters
(1993) Brutal Youth
(1994)
2½ Years est un coffret d'Elvis Costello sorti le 12 octobre 1993. Il comprend les trois premiers albums de Costello (avec des pistes bonus) et l'album Live at the El Mocambo. À l'époque, il s'agissait de la première réédition de l'album depuis sa sortie originale.

## Liste des pistes

### Disque 1(My Aim Is True)
| No  | Titre                                | Auteur         | Durée |
| --- | ------------------------------------ | -------------- | ----- |
| 1.  | Welcome to the Working Week          | Elvis Costello | 1:22  |
| 2.  | Miracle Man                          | Costello       | 3:31  |
| 3.  | No Dancing                           | Costello       | 2:39  |
| 4.  | Blame It on Cain                     | Costello       | 2:49  |
| 5.  | Alison                               | Costello       | 3:21  |
| 6.  | Sneaky Feelings                      | Costello       | 2:09  |
| 7.  | (The Angels Wanna Wear My) Red Shoes | Costello       | 2:47  |
| 8.  | Less Than Zero                       | Costello       | 3:15  |
| 9.  | Mystery Dance                        | Costello       | 1:38  |
| 10. | Pay It Back                          | Costello       | 2:33  |
| 11. | I'm Not Angry                        | Costello       | 2:57  |
| 12. | Waiting for the End of the World     | Costello       | 3:22  |
| 13. | Watching the Detectives              | Costello       | 3:45  |
| 14. | Radio Sweetheart                     | Costello       | 2:25  |
| 15. | Stranger in the House                | Costello       | 3:01  |
| 16. | Imagination Is a Powerful Deceiver   | Costello       | 3:38  |
| 17. | Mystery Dance                        | Costello       | 2:13  |
| 18. | Cheap Reward                         | Costello       | 2:15  |
| 19. | Jump Up                              | Costello       | 2:06  |
| 20. | Wave a White Flag                    | Costello       | 1:53  |
| 21. | Blame It on Cain                     | Costello       | 3:30  |
| 22. | Poison Moon                          | Costello       | 1:53  |

#### Disque 2(This Year's Model)
| No  | Titre                           | Auteur   | Durée |
| --- | ------------------------------- | -------- | ----- |
| 1.  | No Action                       | Costello | 1:58  |
| 2.  | This Year's Girl                | Costello | 3:17  |
| 3.  | The Beat                        | Costello | 3:45  |
| 4.  | Pump It Up                      | Costello | 3:14  |
| 5.  | Little Triggers                 | Costello | 2:40  |
| 6.  | You Belong to Me                | Costello | 2:22  |
| 7.  | Hand in Hand                    | Costello | 2:33  |
| 8.  | (I Don't Want to Go to) Chelsea | Costello | 3:07  |
| 9.  | Lip Service                     | Costello | 2:36  |
| 10. | Living in Paradise              | Costello | 3:52  |
| 11. | Lipstick Vogue                  | Costello | 3:29  |
| 12. | Night Rally                     | Costello | 2:41  |
| 13. | Radio, Radio                    | Costello | 3:05  |
| 14. | Big Tears                       | Costello | 3:09  |
| 15. | Crawling to the USA             | Costello | 2:53  |
| 16. | Running Out of Angels           | Costello | 2:02  |
| 17. | Green Shirt                     | Costello | 2:20  |
| 18. | Big Boys                        | Costello | 3:00  |

### Disque 3(Armed Forces)
| No  | Titre                                                   | Auteur                       | Durée |
| --- | ------------------------------------------------------- | ---------------------------- | ----- |
| 1.  | Accidents Will Happen                                   | Costello                     | 3:00  |
| 2.  | Senior Service                                          | Costello                     | 2:17  |
| 3.  | Oliver's Army                                           | Costello                     | 2:58  |
| 4.  | Big Boys                                                | Costello                     | 2:54  |
| 5.  | Green Shirt                                             | Costello                     | 2:42  |
| 6.  | Party Girl                                              | Costello                     | 3:20  |
| 7.  | Goon Squad                                              | Costello                     | 3:14  |
| 8.  | Busy Bodies                                             | Costello                     | 3:33  |
| 9.  | Sunday's Best                                           | Costello                     | 3:22  |
| 10. | Moods for Moderns                                       | Costello                     | 2:48  |
| 11. | Chemistry Class                                         | Costello                     | 2:55  |
| 12. | Two Little Hitlers                                      | Costello                     | 3:10  |
| 13. | (What's So Funny 'Bout) Peace, Love, and Understanding? | Nick Lowe                    | 3:31  |
| 14. | My Funny Valentine                                      | Richard Rodgers, Lorenz Hart | 1:28  |
| 15. | Tiny Steps                                              | Costello                     | 2:42  |
| 16. | Clean Money                                             | Costello                     | 1:57  |
| 17. | Talking in the Dark                                     | Costello                     | 1:56  |
| 18. | Wednesday Week                                          | Costello                     | 2:01  |
| 19. | Accidents Will Happen (Live)                            | Costello                     | 3:06  |
| 20. | Alison (Live)                                           | Costello                     | 3:06  |
| 21. | Watching the Detectives (Live)                          | Costello                     | 6:08  |

### Disque 4(Live at the El Mocambo)
| No  | Titre                            | Auteur   | Durée |
| --- | -------------------------------- | -------- | ----- |
| 1.  | Mystery Dance                    | Costello | 2:19  |
| 2.  | Waiting for the End of the World | Costello | 3:52  |
| 3.  | Welcome to the Working Week      | Costello | 1:19  |
| 4.  | Less Than Zero                   | Costello | 4:08  |
| 5.  | The Beat                         | Costello | 3:33  |
| 6.  | Lip Service                      | Costello | 2:26  |
| 7.  | (I Don't Want to Go to) Chelsea  | Costello | 3:56  |
| 8.  | Little Triggers                  | Costello | 2:47  |
| 9.  | Radio Radio                      | Costello | 2:33  |
| 10. | Lipstick Vogue                   | Costello | 4:46  |
| 11. | Watching the Detectives          | Costello | 5:48  |
| 12. | Miracle Man/Band Introduction    | Costello | 4:07  |
| 13. | You Belong to Me                 | Costello | 2:32  |
| 14. | Pump It Up                       | Costello | 4:42  |